# Mayamyrtrast
Mayamyrtrast (Formicarius moniliger) är en fågel i familjen myrtrastar inom ordningen tättingar.

## Utbredning och systematik
Mayamyrtrast delas in i tre underarter med följande utbredning:
- F. m. alticincta – södra Mexiko till centrala Guatemala
- F. m. alticincta – sydöstra Yucatánhalvön (sydöstra Mexiko) till norra Guatemala
- F. m. alticincta – Belize, östra Guatemala och nordvästra Honduras

Den behandlades tidigare som en underart till svartmaskad myrtrast (F. analis’’), men urskiljs numera oftast som egen art.

## Status och hot
Arten har ett stort utbredningsområde, men tros minska i antal, dock inte tillräckligt kraftigt för att den ska betraktas som hotad. Internationella naturvårdsunionen IUCN listar arten som livskraftig (LC).